# Scheloribates luchili
Scheloribates luchili är en kvalsterart som beskrevs av Robert A.Wharton 1938. Scheloribates luchili ingår i släktet Scheloribates och familjen Scheloribatidae. Inga underarter finns listade i Catalogue of Life.